# Penikisita
La penikisita es un mineral de la clase de los minerales fosfatos, y dentro de esta pertenece al llamado “grupo de la bjarebyíta”. Fue descubierta en 1977 en Rapid Creek, en el territorio de Yukón (Canadá), siendo nombrada así en honor de Gunnar Penikis, quien descubrió el yacimiento. Un sinónimo poco usado es su clave: IMA1976-023.

## Características químicas
Es un fosfato hidroxilado de bario, magnesio y aluminio. El grupo de la bjarebyíta al que pertenece son todos hidroxi-fosfatos de bario y otros metales.
Forma una serie de solución sólida con la kulanita (Ba(Fe2+)2Al2(PO4)3(OH)3), en la que la sustitución gradual del magnesio por hierro va dando los distintos minerales de la serie. Pueden presentarse ambos minerales juntos con intercrecimiento de sus cristales.
Además de los elementos de su fórmula, suele llevar como impurezas: hierro y calcio.

## Formación y yacimientos
Es un mineral de aparición muy rara, que se forma como producto de la inteperie sobre formaciones de hierro con siderita. 
Suele encontrarse asociado a otros minerales como: kulanita, cuarzo, siderita, fluorapatito, rapidcreekita, brasilianita, arrojadita, anatasa o goyazita.